# Rogier de Jong
Rogier Jacob Frits de Jong (Groningen, 27 juni 1952) is een Nederlands dichter en columnist.

## Biografie
Hij bezocht eerst de Dalton-HBS in Groningen, maar deed uiteindelijk eindexamen gymnasium A aan het Sint-Maartenscollege in Haren.
In zijn vroege jeugd was De Jong een buurjongen van Margaretha Droogleever Fortuyn-Leenmans, beter bekend als de dichteres M. Vasalis. Zij maakte veel indruk op hem en zo kwam De Jong al vroeg in aanraking met poëzie.   
Na zijn vervangende dienstplicht te hebben vervuld in een instelling voor verstandelijk gehandicapten, besloot De Jong in 1974 orthopedagogiek te studeren aan de Rijksuniversiteit Groningen. Hij had inmiddels al gedebuteerd in Tirade.
Na enkele jaren als orthopedagoog in Zwolle te hebben gewerkt, besloot De Jong zich om te scholen tot copywriter - een carrièreswitch die aansloot bij zijn gevoel voor taal en het verlangen voor zichzelf te beginnen.  
Sinds zijn verhuizing naar Zeeuws-Vlaanderen in 2016 legt De Jong zich vooral toe op dichten en schrijven.

## Loopbaan
Na zijn debuut in 1972 met gedichten in het literaire tijdschrift Tirade won De Jong in 1988 de verhalenwedstrijd van het Antwerpse literaire tijdschrift De Brakke Hond. In 2018 bereikte hij de top 100 van de Turing-gedichtenwedstrijd. Sindsdien publiceert hij met enige regelmaat poëzie in het literair periodiek Ballustrada en in het literaire e-magazine Meander, waarvan hij ook columnist is. In 2022 verscheen opnieuw poëzie in Tirade en in 2024 in Deus ex Machina.
In 2019 kwam zijn eerste dichtbundel uit, Memento, opgedragen aan zijn in 2003 overleden vrouw Willemien Blanken. Twee jaar later gevolgd door Seinpost, die een goede ontvangst kreeg. In 2023 publiceerde hij Meerval. In 2025 volgde De kalenderman.
Van 2020 tot 2023 was De Jong stadsdichter van de Zeeuws-Vlaamse plaats Aardenburg. Sinds 2023 maakt hij deel uit van het Dichtersgilde Sluis.